# Kawashima Yoshiko (Spionin)

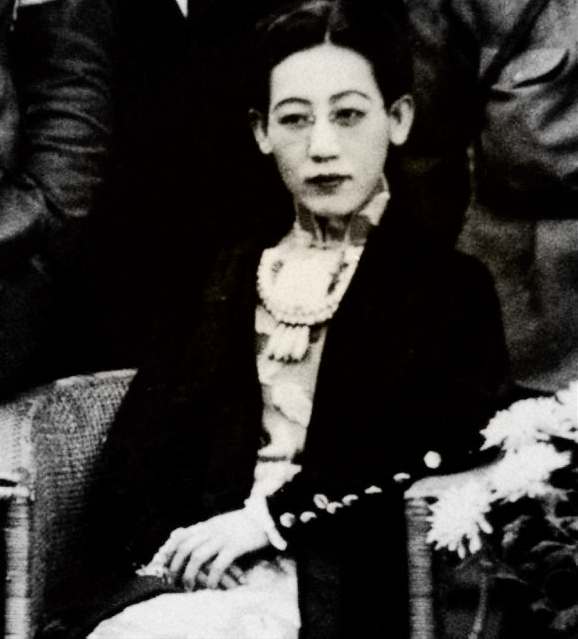
Yoshiko Kawashima

Kawashima Yoshiko (jap. 川島 芳子; * 24. Mai 1907 in Peking; † 25. März 1948 im Hebei-Modell-Gefängnis Peiping) war eine in Japan aufgewachsene Mandschu-Prinzessin und in den 1920er und 1930er Jahren Spionin im Dienst der japanischen Kwantung-Armee und des Staates Mandschukuo. Ihr Geburtsname lautete Aisin Gioro Xianyu (chin. 愛新覺羅·顯玗), ihr Hofname Dongzhen (chin. 東珍, literarisch „Östliches Juwel“). Ihr han-chinesischer Name lautete Jin Bihui (chin. 金璧輝). Nach dem Ende des Zweiten Japanisch-Chinesischen Krieges wurde sie von den Kuomintang verhaftet und wegen Hochverrats hingerichtet.

## Biographie
Aisin Gioro Xianyu war als die 14. Tochter von Shanqi, dem 10. Sohn des Prinzen Su (chin. 肅親王), ein Mitglied der kaiserlichen Familie der Qing-Dynastie. Sie wurde von dem japanischen Agenten und Geschäftsmann Naniwa Kawashima nach der Xinhai-Revolution im Jahr 1911 adoptiert und unter dem Namen Kawashima Yoshiko in der japanischen Stadt Matsumoto großgezogen.
Mit 17 Jahren begann sie sich nach einem missglückten Selbstmordversuch als Mann zu verkleiden. Die Gründe dafür sind umstritten.
Aufgrund ihrer Herkunft wurde sie von ihren japanischen Adoptiveltern als „Werkzeug“ zur Herstellung einer japanischen Hegemonie über China benutzt. 1927 heiratete sie den Mongolen Ganjuurjab, den Sohn des Anführers der Mongolisch-Mandschurischen Unabhängigkeitsbewegung General Jeng. Die Ehe endete nach zwei Jahren mit einer Scheidung und Kawashima zog in die internationale Konzession in Shanghai. Dort lernte sie den japanischen Militärattaché Tanaka Ryukichi kennen, der ihre Kontakte zum mandschurischen und mongolischen Adel nutzte, um sein eigenes Spionagenetzwerk auszubauen.
1931 stellte sie im Auftrag der Japaner engen Kontakt zum ehemaligen chinesischen Kaiser Puyi her, der in die japanische Konzession in Tianjin geflohen war. Auf Betreiben von Doihara Kenji und anderen hochrangigen japanischen Spionen sollte der letzte Kaiser von China zum Staatsoberhaupt des japanischen Marionettenstaates Mandschukuo werden. Mit Hilfe von fingierten Mordanschlägen konnte Kawashima Puyi zur Flucht aus Tianjin überreden. Sie fuhr ihn zu Beginn des Jahres 1932 persönlich zum Hafen von Tianjin, wo er auf ein japanisches Kanonenboot geschmuggelt wurde.
Wenig später verursachte sie zusammen mit Tanaka und anderen japanischen Spionen den Ausbruch der Ersten Schlacht um Shanghai, die zum Ende des Boykotts japanischer Waren in der Stadt führte. Vor der Einsetzung von Puyi als Präsident des Marionettenstaates Mandschukuo kehrte sie in die Mandschurei zurück und beteiligte sich an der Niederschlagung des chinesischen Widerstandes gegen das projapanische Regime. Zu diesem Zweck schuf sie eine eigene Reiterabteilung. In der Presse wurde sie deswegen als „Jeanne d’Arc des Ostens“ verherrlicht.
1933 bot sie ihre Einheit zur Bekämpfung der Truppen des Kriegsherren Zhang Xueliang an, als dieser versuchte, sein ehemaliges Herrschaftsgebiet zurückzuerobern. Dies wurde jedoch von den Befehlshabern der japanischen Kwantung-Armee abgelehnt. Die Einheit existierte noch bis in die späten 1930er Jahre.

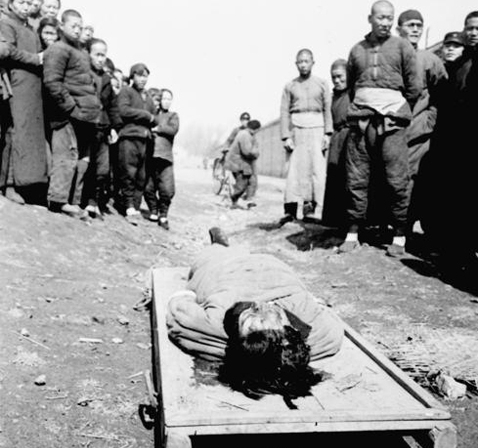
Öffentliche Zurschaustellung der Leiche Yoshiko Kawashimas vor dem Hebei-Modell-Gefängnis in Peiping (heute Peking) nach ihrer Hinrichtung am 25. März 1948

Ihre Popularität nutzte sie für Auftritte in Radiosendungen und für die Veröffentlichung einer Schallplatte. Verschiedene fiktive und halbfiktive Geschichten aus ihrer Agententätigkeit wurden in Zeitungen veröffentlicht. Aufgrund ihres großen Bekanntheitsgrads, der eine weitere Spionagetätigkeit unmöglich machte, und ihrer zunehmend kritischen Äußerungen gegenüber der aggressiven imperialistischen Politik Japans, die im Sommer 1937 zum Ausbruch des Zweiten Japanisch-Chinesischen Krieges führte, verlor sie für die Japaner ihren Wert. In der zweiten Hälfte der 1930er Jahre verschwand sie deswegen aus der Öffentlichkeit.
Nach der Auflösung des Staates Mandschukuo infolge der sowjetischen Invasion der Mandschurei im August 1945 versteckte sich Yoshiko Kawashima in Shanghai. Dort wurde sie am 11. November 1945 von Agenten des Geheimdienstes der Kuomintang verhaftet. Nach einem von 1946 bis 1948 dauernden Gerichtsprozess wurde sie zum Tod durch Erschießen verurteilt und am 25. März 1948 hingerichtet.

### Wissenschaftliche Literatur
- Richard Deacon: Kempei Tai. A History of the Japanese Secret Service. 1st american edition. Beaufort, New York NY u. a. 1983, ISBN 0-8253-0131-9.
- Philip S. Jowett: Rays of the Rising Sun. Armed Forces of Japan's Asian Allies 1931–45. Band 1: China & Manchukuo. Helion & Company, Solihull 2004, ISBN 1-874622-21-3.
- Yamamuro Shinichi: Manchuria under Japanese Domination. Translated by Joshua A. Fogel. University of Pennsylvania Press, Philadelphia PA 2006, ISBN 0-8122-3912-1.
- Phyllis Birnbaum: Manchu princess, Japanese spy : the story of Kawashima Yoshiko, the cross-dressing spy who commanded her own Army,  New York [u. a.] : Columbia Univ. Press, 2015, ISBN 978-0-231-15218-1
- Ian Buruma: The collaborators, New York : Penguin Press, 2022, ISBN 978-0-593-29664-6

### Romane
- Maureen Lindley: The private papers of Eastern Jewel. Bloomsbury, London 2008, ISBN 978-0-7475-9116-0.
- Lillian Lee: Die letzte Prinzessin : Roman. Übersetzung ins Deutsche Dörte Middelhauve, Frieder Middelhauve. München : Goldmann, 1993, ISBN 978-3-442-42286-9.